# Burgstall Thüngfelderstein
Der Burgstall Thüngfelderstein, auch Burg Eberhardstein genannt, bezeichnet eine abgegangene Höhenburg auf einem Felsklotz bei Morschreuth, einem Ortsteil der Marktgemeinde Gößweinstein im Landkreis Forchheim in Bayern.
Die Burg wurde im 12. Jahrhundert durch die Herren von Thüngfeld erbaut, 1154 wird eine „Eberjard von Thüngfeld“ erwähnt.
Von der ehemaligen Turmburg ist noch ein Burggraben erhalten.